# التيار المحافظ في المملكة المتحدة

التيار المحافظ في المملكة المتحدة: تحليل لحملات الحزب الليبرالي وانتقاد سجل حزب التوري

يرتبط التيار المحافظ في المملكة المتحدة بنظرائه في دول غربية أخرى، ولكنه يتسم بأعراف متميزة شاملًا مجموعة واسعة من النظريات على مدى عقود من الزمان. طور حزب المحافظين، الذي يشكل حزب يمين الوسط الرئيسي في بريطانيا، العديد من التكتلات الداخلية والأيديولوجيات.

## التاريخ
غالبًا ما يعتبر إدموند بيرك أب التيار المحافظ الإنجليزي الحديث في العالم الناطق بالإنجليزية. كان بيرك عضوًا في تكتل محافظ من حزب الأحرار البريطاني، غير أن اللورد نورتون أوف لاوث وصف حزب المحافظين الحديث بأنه «وريث حزب توري القديم، وإلى حد ما استمرار له»، وغالبًا ما يشار إلى المحافظين باسم «توري». قال المفكر الأسترالي غلين ورثينجتون: «بالنسبة إلى إدموند بيرك والأستراليين الحاملين لنفس الفكر، لا يكمن جوهر التيار المحافظ في مجموعة من النظريات، بل في الاستعداد للحفاظ على تلك المؤسسات التي تعتبر أساسية لمعتقدات المجتمع وممارساته».

### توري
تمثل الشكل القديم الراسخ للحزب المحافظ البريطاني (الإنجليزي قبيل قانون الاتحاد)، في حزب توري. عكس التيار المحافظ آنذاك مواقف طبقة من ملاك الأراضي في المناطق الريفية، وراح يدافع عن مؤسسات الملكية والكنيسة الإنجيلية والأسرة والممتلكات باعتبارها الشكل الدفاعي الأفضل عن النظام الاجتماعي. في المراحل الأولى من الثورة الصناعية، بدا الأمر وكأن الحزب يعارض تمامًا العملية التي بدت وكأنها تقوض بعض تلك البنى، ونظر كثيرون إلى النخبة الصناعية الجديدة باعتبارها عدوًا للنظام الاجتماعي. انقسم الحزب سنة 1846 في أعقاب إلغاء قوانين الذرة (التعريفات المطبقة على الذرة المستوردة). فشل أنصار التجارة الحرة في أواخر القرن التاسع عشر وأوائل القرن العشرين في إحراز تقدم كبير، إذ إن «الإصلاحات على التعريفات» أدت إلى فرض تعريفات جديدة. شكل ائتلاف ملاك الأراضي التقليديين والصناعيين المتعاطفين حزب المحافظين الجديد.

### محافظية الأمة الواحدة
تطور التيار المحافظ بعد عام 1820، إذ اعتنقوا نهج الإمبريالية وأدركوا أن الجمهور الانتخابي الموسع من الطبقة العاملة قادر على تحييد الميزة الليبرالية بين الطبقات المتوسطة. حدد دزرائيلي النهج المحافظ، وأحكم قوة النزعة المحافظة كقوة سياسية شعبية. لم تعد النزعة المحافظة تشكل الدفاع الفلسفي عن الأرستقراطية القديمة، إذ أعيد تحديث تعريفها إلى الالتزام بمُثُل النظام، سواء العلمانية أو الدينية، وتوسيع الإمبريالية، وتعزيز الملكية، وتبني رؤية أكثر رحابةً لدولة الرفاه الاجتماعي في مقابل الرؤية التأديبية التي تبناها حزب الأحرار والليبراليين. في سنة 1835، هاجم دزرائيلي حزب الأحرار وأصحاب المذهب النفعي بوصفهم مكرسين وخانعين خنوع لحكم أقلية صناعية، بينما وصف زملاءه المحافظين بأنهم «الحزب الديمقراطي الوحيد في إنجلترا»، وكرس نفسه لمصالح الشعب بأسره. مع ذلك، كان هناك توتر داخل الحزب بين الأعداد المتزايدة من رجال الأعمال الأثرياء من جهة، وبين الطبقة الأرستقراطية والريفية من جهة أخرى. اكتسبت الطبقة الأرستقراطية قوة لدى اكتشاف رجال الأعمال إنه بإمكانهم استخدام ثروتهم في شراء سجلات نبالة وأملاك عقارية.
أنشأ دزرائيلي المكتب المركزي المحافظ سنة 1870، وأضفى الاتحاد الوطني المتشكل حديثًا (مشكلًا معه رابطات طوعية محلية)، على الحزب «وحدة وقوة إضافيتين»، وساعدت آراء دزرائيلي بشأن الإصلاح الاجتماعي وتفاوت الثروة بين الطبقات الاجتماعية الأغنى والأفقر الحزب على «كسر الحواجز الطبقية»، حسب المحافظ لورد نورتون. كشاب، تأثر دزرائيلي بالحركة الرومانسية وفكر القرون الوسطى، ووجه انتقادات للصناعة. تحدث في روايته عن قصة تنقسم فيها إنجلترا إلى دولتين، يعيش كل منهما في جهل تام بالآخر. توقع، مثل كارل ماركس، ظاهرة الطبقة الكادحة الصناعية المتخلفة. اشتمل الحل الذي توصل إليه على العودة إلى وجهة النظر المثالية للمجتمع النقابي أو المجتمع المتناغم، حيث يتحمل كل فرد واجبات ومسؤوليات تجاه أشخاص آخرين أو جماعات أخرى.
لا يزال تيار «محافظية الأمة الواحدة» تقليدًا هامًا في السياسة البريطانية، في كل من حزب المحافظين، وحزب العمال، خاصة مع صعود الحزب الوطني الأسكتلندي خلال الانتخابات العامة في المملكة المتحدة 2015.
رغم كون دزرائيلي محافظًا اسميًا، إلا أنه تعاطف مع بعض مطالب حركة الميثاقية، إذ دعا إلى التحالف بين الطبقة الأرستقراطية التي هبطت في البلاد والطبقة العاملة ضد القوة المتزايدة التي تتمتع بها الطبقة المتوسطة، مساعدًا في تأسيس مجموعة «شباب إنجلترا» في عام 1842 للترويج لوجهة النظر التي تقول إن الأثرياء لا بد أن يستخدموا سلطتهم لحماية الفقراء من استغلال الطبقة المتوسطة. تسارعت عملية تحويل حزب المحافظين إلى منظمة جماهيرية حديثة بفضل مفهوم ديمقراطية توري المنسوب إلى اللورد راندولف تشرشل، والد ونستون تشرشل.

### بدايات القرن العشرين
رغم أن ونستون تشرشل معروف بأشهر المحافظين منذ دزرائيلي، إلا أنه ترك السرب سنة 1904 وأصبح ليبراليًا فترة عقدين من الزمن. باعتباره أحد أكثر الخطابة نشاطًا وجرأة في أيامه، فرح اليسار في عام 1909 بسخريته من المحافظين الذين وصفهم بأنهم «حزب الأغنياء ضد الفقراء، وحزب الطبقات.. ضد الجماهير، وحزب المحظوظين، والأثرياء، وأصحاب النفس السعيدة، والقوة ضد التيار اليساري، والملايين المحرومين من الفقراء والضعفاء» عادت كلماته القاسية عليه عندما انضم مجددًا إلى حزب المحافظين في عام 1924.
أجبرت صدمة الهزيمة الساحقة في الانتخابات العامة سنة 1906 المحافظين على إعادة التفكير في عملياتهم، وعملوا على بناء منظمات شعبية تساعدهم على كسب الأصوات. استجابة لهزيمتهم، أسس حزب المحافظين اتحاد الدفاع عن العمال، الذي نشأ لإخافة الطبقة العاملة ودفعها إلى التصويت لصالحهم. رغم ترويج الاتحاد في البداية لإصلاح التعريفات (التسعيرات الجمركية) لحماية وظائف المصانع المحلية، إلا أنه سرعان ما تحول إلى شن هجمات على العمال المهاجرين وأصحاب الأعمال بدافع كراهية الأجانب ومعاداة السامية، وحقق نجاحًا باهرًا عن طريق إثارة المخاوف من «التخريب الأجنبي». لاقى اتحاد الدفاع عن العمال آذانًا صاغية بين الطبقات المتوسطة والعليا، مما وسع قاعدة ناخبيه.
اضطلعت المرأة بدور جديد في أوائل القرن العشرين، إذ شهد عام 1906 إنشاء الرابطة النسائية للإصلاح الجمركي والوحدوي. مع فشل الليبراليين في دعم حق المرأة في التصويت، تصرف المحافظون، خاصة عبر تمريرهم قانون تمثيل الشعب لعام 1918 وقانون المساواة في الحقوق لعام 1928. أدركوا أن ربات البيوت غالبًا ما يكن محافظات، ويرفضن النبرة العدوانية للخطاب الاشتراكي، ويدعمن الإمبريالية والقيم التقليدية. ادعى المحافظون تمثيلهم السياسة المنظمة والسلام ومصالح أسرة الجنود السابقين. أضاف قانون عام 1928 خمسة ملايين امرأة أخرى إلى قائمة الانتخابات، وكان له أثر جعل من النساء أغلبية قدرها 52.7% من الناخبين في الانتخابات العامة لعام 1929 التي سميت «انتخابات فلابر» (بمعنى انتخابات النساء).
ازدهرت حركة المحافظين الجدد (نيو توري) في ثلاثينيات القرن العشرين كجزء من ردة فعل أوروبية شاملة ضد الحداثة. سخرت شبكة من المفكرين والسياسيين من جناح اليمين من الديمقراطية والرأسمالية الحديثة باعتبارها فاسدة. حذروا من ظهور دولة نقابية في بريطانيا مفروضة من الأعلى. اتبع المفكرون المعنيون النزعات الرائدة في إيطاليا وفرنسا وألمانيا بالأخص. كان تبادل الأفكار مع بقية الدول الأوروبية في البداية مصدرا للإلهام والطمأنينة والأمل. إلا صعود هتلر في عام 1933 عنى سقوطهم. أنهت الحرب مع ألمانيا في عام 1939 مشاركة بريطانيا في المحافظة الراديكالية العابرة للحدود الوطنية.